# Gus Hansen
Gus "the great dane" Hansen, dán teljes név: Gustav Hansen, (Koppenhága, 1974. február 13. –) profi pókerjátékos.
Jelenleg Monacóban van a rezidenciája, de évente 1-2 hónapot tölt Koppenhágában, és szinte egész évben pókerversenyeken vesz részt Las Vegasban, illetve szerte a világon.
Szabad idejében általában teniszezik, focizik, a családjával van, illetve online pókerezik.
Kezdetben ostábla (backgammon) és gin römi klubokba járt New Yorkban. Mindig is szerette a matematikát, a logikai játékokat. Megismerkedett a póker különböző válfajaival, majd kikötött a No Limit Hold'emnél.
1996-ban játszott először WSOP versenyen, de az első napon kiesett, így elhatározta, jobban megtanulja a játékot. Ekkortól elhanyagolta az ostáblát és a gin römit és csak a pókerre koncentrált. Egyre többet járt Vegasba és profi pókeres lett.
Első versenye profiként a 2002-es WPT $10K No-Limit Hold 'em típusú, Five Diamond World Poker Classic verseny volt, 556000 dollárt nyert. Szintén első lett a WPT L.A. Poker Classic $10K No-Limit Hold 'em Championship versenyen is, mellyel 532000 dollárt kaszírozott.
2003: a csak meghívásos Bad Boys of Poker versenyt nyerte meg, 25ezer dollárral. 
2004: megnyerte negyedik World Poker Tour - címét a Caribbean Adventure-ön, 445 ezer dollárt vitt haza. 
2005: WPT Bay 101 Shooting Stars verseny 3. helyezés, 300ezer dollárnál is több nyereménnyel. 
2007: Aussie Millons tízezer dolláros nevezési díjú versenyt nyerte, 1,5 millió dollárt vitt haza.
Jelenleg a Full Tilt Poker csapat tagja. A Full Tilt Pokeren a mai napig statisztikák/számítások szerint ~17 millió $ mínuszban van, bár mostani tendenciáit főleg új játékokban, pl. triple draw 2-7-ben hozza, ami talán nem fekszik neki. A veszteségek ellenére nem kedvetlenedett el, továbbra is magas, 500$ - 1000$-os játékokban vesz részt.

## Magyarul megjelent művei
- Nyílt lapokkal; ford. Illés Róbert; Kelly, Bp., 2008 (Casino sorozat)